# Karen Strassman
Karen Strassman är en amerikansk tvåspråkig (engelsk- och franskspråkig) röstskådespelerska som gör röster på engelska och franska för animation och datorspel, samt berättarröster på franska för Air France, Eurostar, Disneyland Paris, Louvren och Musée d’Orsay.

## Filmografi

### Animation
- Ever After High - Bunny Blanç (avsnittet "Spring Unsprung")
- Hero Factory - Natalie Breez, datorröster
- High Guardian Spice - Elodie
- Huntik - Zhalia Moon[2]
- Insektors - Aelia (nordamerikansk dubb)
- Little Big Panda - Manchu
- Monster Hunter: Legends of the Guild - Genovan, Ebbi
- Musse Pigg - diverse röster (avsnittet "Croissant de Triomphe")[2]
- The Haunted World of El Superbeasto - diverse röster
- Winx Club - Nebula[2]

#### Anime
- .hack//Liminality - Kyokos mor
- Ai Yori Aoshi[2] - Mayu Miyuki
- Ao no Exorcist[2] - Michelle Neuhaus, Dökkálfr
- Appleseed[2] - Hitomi, Dr. Gilliam
- Avenger[2] - Io
- Babel II[2] - Ryoko
- The Big O[2] - Receptionist
- Bleach[2] - Soifon, Momo Hinamori, Cyan Sun-Sun, Dalk, Akon som ung
- Blue Dragon[2] - Valkyrie
- Burn-Up: Scramble[2] - Warriors Commander
- Buso Renkin[2] - Mahiro Muto
- Chobits[2] - Yuzuki
- Code Geass series[2] - Kallen Stadtfeld
- Coppelion[3] - Yukiko Kawabata
- Cosmo Warrior Zero - Helmatier
- Dangaizer 3[2] - Natsuki, Reika Fou
- DearS[2] - Ren
- Di Gi Charat[2] - Petit Charat
- Durarara!! - Anris mor, Hanako, diverse röster
- Ergo Proxy[2] - Samantha Ross
- Fate/stay night[2] - Rider
- Fate/zero - Sola-Ui, Nuada-Re, Sophia-Ri
- Figure 17[2] - Orudina
- Flag[2] - Rowell Su-ming
- Gankutsuō[2] - Mercédès de Morcerf
- Great Teacher Onizuka[2] - Mizuki Yokoyama, Naoko Izumi
- Gun Frontier[2] - Sinunora
- Gunxsword[2] - Fasalina
- Gundress[2] - Takako
- Haibane renmei, Une fille qui a des ailes grises[2] - Nemu
- Hanaukyo Maid tai[2] - Mariel
- Heat Guy J[2] - Phia Oliveira
- Hellsing Ultimate[2] - Heinkel Wolfe, Pip Bernadotte som ung, Seras Victoria som ung
- Higurashi When They Cry[2] - Miyo Takano, Taiki Tomita, Yukie Akasaka
- Hikari to Mizu no Daphne[2] - Ai, Millie
- Honō no Mirage[2] - Maiko Asaoka
- IGPX: Immortal Grand Prix[2] - Fantine Valjean
- I My Me! Strawberry Eggs[2] - Mihos mor
- Jungle wa Itsumo Hare nochi Gū - Ravenna
- Jūni Kokuki - Yuka Sugimoto
- K-On![2] - Sawako Yamanaka
- Kashimashi: Girl Meets Girl[2] - Yasuna Kamizumi
- Kill la Kill - Omiko Hakodate, modern
- Koi Kaze[2] - Shoko
- Kyogoku Natsuhiko Kosetsu Hyaku Monogatari[2] - Ogin
- Kyo Kara Maoh![2] - Beatrice, Giesela, Cecilie
- Last Exile[2] - Maestro Delphine Eraclea
- Legender från Övärlden - diverse röster
- Lucky Star[2] - Miyuki Takara
- Magi: The Labyrinth of Magic - Elizabeth, Paimon, Sahsa, Zaynab, diverse röster
- Mahoromatic[2] - Leesha
- Marmalade Boy[2] - Rei Kijima, Suzu Sakuma
- Mobile Suit Gundam: The Origin - Char Aznable som ung
- Mobile Suit Gundam Unicorn - Loni Garvey
- Monster[2] - Nina Fortner
- Monsuno[2] - Jinja, Medea, Charlemagne
- Mugen no jūnin - Hyakurin, Oren
- MÄR[2] - Candice, Udine, Mars
- Naruto[2] - Kagero Fuma (kvinnlig)
- Nodame Cantabile - Elise, Sakura Saku, Saya Saganuma
- Nurarihyon no Mago - Hanako
- Onegai Teacher[2] - Konoha Edajima
- Onegai Twins![2] - Kikuchi
- Otogi Story Tenshi no Shippo - Yuki
- Overman King Gainer - Jaboli Mariela
- Paradise Kiss[2] - Yukino Koizumi
- Persona 4: The Animation - Nanako Dojima, Izanami
- Planetes[2] - Sias mor
- Pom Pom and Friends[2] - Chuck, Ms. Green, Sunflower, Crash
- Puella Magi Madoka Magica - Kazuko Saotome
- Rin-ne no Lagrange: Flower declaration of your heart[2] - Muginami
- Rozen Maiden[2] - Suigintou
- Rurouni Kenshin - Itsuko Katsu
- Sailor Moon - Nana Asahina
- Sakura Wars: The Movie[2] - Kasumi Fuji
- Samurai Champloo[2] - Osuzu
- Scrapped Princess[2] - Steyr, Fafal
- Sōkyū no Fafner[2] - Dr. Chizuru Tomi
- Suisei no Gargantia - Striker
- Tengen Toppa Gurren Lagann[2] - Kiyoh Bachika, diverse röster
- Tenpō Ibun Ayakashi Ayashi[2] - Ninai
- Tsukihime[2] - Aoko Aozaki
- Uchū no Stellvia[2] - Ren Renge
- Tales of Phantasia: The Animation - Mint Adenade
- Tenjho Tenge[2] - Makiko Nagi
- Toradora! - Yasuko Takasu, Nanako Kashii
- The Twilight Fairies - Ava Shields som ung, Karen Shields, diverse röster
- Vampire Knight[2] - Young Hanabusa, Hanabusas handledare
- Vanguard Princess - Luna Himeki, Eko
- Wild Arms: Twilight Venom[2] - Maiden
- Witch Hunter Robin[2] - Chie
- X[2] - Satsuki Yatouji

### Datorspel
- Ace Combat 5 - Kei Nagase "Edge"
- Ace Combat 6 - Ludmila Tolstaya
- Armored Core 4 - Anjou, Mary Shelley
- Ar tonelico: Melody of Elemia - Misha Arsellec Lune
- Ar tonelico Qoga: Knell of Ar Ciel - Cocona Bartel
- Ar nosurge: Ode to an Unborn Star - Renall
- Baroque - The Horned Girl
- Bleach - Soifon, Momo Hinamori
- Bravely Default - Mephilia Venus
- Castlevania Judgment - Carmilla
- Castlevania: Harmony of Despair - Astarte, Yoko Belnades
- Conception II: Children of the Seven Stars - Narika Shina
- Crimson Gem Saga - Acelora
- Cross Edge - Misha Arsellec Lune
- Cy Girls - J.J.
- Dead or Alive 5 - Helena Douglas
- Dead or Alive 5 Ultimate - Helena Douglas
- Dead or Alive Xtreme 2 - Helena Douglas
- Dead or Alive Paradise - Helena Douglas[4]
- Diablo III- Adenath the Curio Vendor
- Earth Defense Force 2025 - Tactics Officer[5]
- Everquest - diverse röster[1]
- Fallout: New Vegas - female ghouls
- Final Fantasy IV - Rosa Farrell, Barbariccia
- Fire Emblem: Awakening - Olivia, Anna
- Fragile Dreams: Farewell Ruins of the Moon - Sai
- Gods Eater Burst - Gina
- Ingress - Dr. Devra Bogdanovich[6][7]
- League of Legends - Cassiopeia, Shyvana, Fiora, Zyra, Elise
- Lightning Returns: Final Fantasy XIII - diverse röster[8]
- Luminous Arc - Cecille
- Mimana Iyar Chronicle - Melrose Kirsch
- Mortal Kombat (2011) - Kitana, Mileena
- Mortal Kombat X
- Odin Sphere - Gwendolyn
- Operation Darkness - Cordelia Blake, Leona, diverse röster
- Persona 4 Arena - Aigis, Nanako Dojima
- Persona 4 Arena Ultimax - Aigis
- Persona Q: Shadow of the Labyrinth - Aigis, Nanako Dojima
- Red Faction: Armageddon - Kara
- Resident Evil: Revelations - diverse röster
- Resident Evil: The Darkside Chronicles - Alexia Ashford
- Romancing SaGa - Claudia
- Rumble Roses XX - Miss Spencer/Mistress
- Rune Factory Frontier - Lara
- Rune Factory: Tides of Destiny - Maerwen
- Sakura Wars: So Long, My Love - Diana Caprice
- Samurai Warriors 3 - Okuni
- Sengoku Basara: Samurai Heroes - Saika Magoichi
- Shin Megami Tensei: Devil Survivor Overclocked - Misaki Izuna
- Shin Megami Tensei: Persona 3 - Aigis, Natsuki Moriyama
- Shin Megami Tensei: Persona 3 FES - Aigis, Natsuki Moriyama
- Shin Megami Tensei: Persona 4 - Nanako Dojima, Kanjis mor, Izanami, diverse röster
- Silent Hill: Shattered Memories - Cheryl Heather Mason, Lisa Garland
- Sonic the Hedgehog-serien - Rouge the Bat
- Soulcalibur IV - Shura
- Starcraft II: Heart of the Swarm - Izsha
- Street Fighter X Tekken - Poison
- Suikoden V - Sialeeds
- Tales of Graces - Fourier
- The Saboteur - Veronique
- Trauma Center: New Blood - Elena Salazar, Kanae Tsuji, Isabella Vazquez, Maria Estrada
- Ultra Street Fighter IV - Poison
- Unchained Blades - Echidna
- Valkyria Chronicles II - Juliana Everhart
- Valkyrie Profile 2: Silmeria - Richelle, Sylphide, Jessica, Lylia, Millidia
- Warriors Orochi - Okuni
- World of Warcraft: The Burning Crusade - Grand Astromancer Capernian, Lady Sacrolash
- World of Warcraft: Cataclysm - Vanessa Vancleef
- World of Warcraft: Warlords of Draenor[9]
- Zero Escape: Virtue's Last Reward - Phi